# Ngày Lực lượng Vũ trang Cuba
Ngày Lực lượng Vũ trang Cuba còn gọi là Ngày Lực lượng Vũ trang Cách mạng (tiếng Tây Ban Nha: Día de las Fuerzas Armadas Revolucionarias), là ngày lễ quốc gia ở Cuba được tổ chức vào ngày 2 tháng 12 hàng năm để kỷ niệm cuộc đổ bộ của tàu Granma đưa anh em nhà Castro và những người ủng hộ họ từ México đến Cuba để bắt đầu cuộc cách mạng lật đổ chế độ độc tài Batista. Sự kiện này được đánh dấu bằng lễ duyệt binh, màn bắn pháo hoa và các buổi hòa nhạc trên khắp đất nước.

## Lịch sử và lễ kỷ niệm
Tháng 10 năm 1956, một nhóm các nhà bất đồng chính kiến ở Cuba dưới sự lãnh đạo của Fidel Castro, đã bỏ tiền ra mua được một chiếc du thuyền có tên Granma với giá 15.000 USD từ công ty Company, Inc có trụ sở tại Mỹ. Du thuyền chở 82 quân nổi dậy khởi hành từ cảng Tuxpan, Veracruz của México vào ngày 25 tháng 11 năm 1956 và hướng tới Cuba. Toán quân cách mạng dự định đổ bộ vào tỉnh Oriente và bắt đầu cuộc đấu tranh vũ trang chống lại chính phủ Batista. Vào đêm ngày 2 tháng 12, tàu Granma đổ bộ vào bờ biển Cuba. Cuộc đổ bộ của một nhóm người Cuba do Fidel Castro lãnh đạo từ du thuyền Granma được coi là ngày bắt đầu của Quân đội Nổi dậy Cách mạng, mà Lực lượng Vũ trang Cách mạng Cuba là người kế thừa kể từ đó.
Trong những năm sau cuộc đổ bộ, ngày này được đánh dấu hàng năm là Ngày Lực lượng Vũ trang Cuba. Cuộc duyệt binh lớn nhất được tổ chức diễn ra vào năm 1986 với sự có mặt của Tướng Humberto Ortega từ Nicaragua cũng như các quan chức từ Liên Xô. Cuộc duyệt binh đầu tiên trong nhiều năm được tổ chức nhân dịp kỳ nghỉ lễ này đánh dấu vào năm 2006. Cuộc diễu hành hàng năm vào năm 2016 đại lễ kỷ niệm 60 năm đã bị hoãn lại 1 tháng do Fidel Castro qua đời và quốc tang, và diễn ra vào ngày 2 tháng 1 năm 2017.

## Tóm lược nghi thức
Ngày Lực lượng Vũ trang Cuba là ngày lễ quân sự quan trọng nhất, vào những năm đặc biệt được đánh dấu bằng một cuộc diễu binh chính thức của quân nhân Lực lượng Vũ trang Cách mạng Cuba tại Quảng trường Cách mạng, nằm ở quận cùng tên của thủ đô La Habana. Cuộc duyệt binh được tổ chức có thời gian nghỉ kể từ năm 1963 và do Chủ tịch nước Cuba chủ trì trên cương vị là Tổng Tư lệnh Lực lượng Vũ trang Cách mạng và (đôi khi) Bí thư thứ nhất Đảng Cộng sản Cuba (từ năm 2006 đến năm 2008 và từ năm 2017 trở đi, các chức vụ này được những nhân vật riêng biệt nắm giữ). Với các cựu chiến binh Cách mạng, Cuộc xâm lược Vịnh Con Lợn và Khủng hoảng tên lửa Cuba, cũng như việc triển khai quốc tế của quân đội Cuba trong Chiến tranh Lạnh, quân nhân lực lượng vũ trang và gia đình họ, ngoại giao đoàn, công dân La Habana và các nhóm đoàn kết ủng hộ Cuba trên khán đài, với tư cách là khách mời danh dự, họ đến đây vào lúc 7 giờ 55 phút sáng để tham gia cuộc duyệt binh tại khán đài chào chung của Đài Tưởng niệm José Martí, rồi được sự tiếp đón từ các thành viên Hội đồng Bộ trưởng và Hội đồng Nhà nước, lãnh đạo, Đại biểu Quốc hội Chính quyền Nhân dân và các quan chức Đảng Cộng sản Cuba. Ngay khi Chủ tịch nước vừa đặt chân đến nơi đây, đoàn quân nhạc đông đảo thuộc Ban Quân nhạc Lực lượng Vũ trang Cách mạng Cuba liền chơi bài Quốc ca Cuba (La Bayamesa) và khẩu đội pháo binh thuộc Đội Nghi lễ Lực lượng Vũ trang Cách mạng Cuba cho bắn 21 phát đại bác chào mừng.
Tiếp theo là phần duyệt đội hình do một Tướng quân đoàn hoặc một Tướng sư đoàn, Bộ trưởng Bộ các Lực lượng Vũ trang Cách mạng Cuba mang cấp bậc Tướng quân đoàn chỉ huy. Khi người chỉ huy cuộc duyệt binh báo cáo, Bộ trưởng sẽ trả lời bằng cách thông báo cho Chủ tịch nước về việc bắt đầu buổi lễ. Khi xe của cả người chỉ huy cuộc duyệt binh và sĩ quan duyệt binh đi qua khán đài, đội hình diễu hành, tập trung ở phía tây quảng trường dọc theo đại lộ Avenida Paseo phía trước Nhà hát Quốc gia, giơ vũ khí khi xe của Bộ trưởng Bộ các Lực lượng Vũ trang Cách mạng tiến đến gần đoàn lục quân và đội di động. Đội hình lục quân ước tính có khoảng 8.900 nhân viên đến từ các đơn vị của Lực lượng Vũ trang Cách mạng và Bộ Nội vụ, trong khi các đơn vị của cả hai tổ chức ở phía sau cung cấp lực lượng cho đội quân di động gồm khoảng 550 phương tiện và 1.800 người lái, và phía sau họ là các đội hình dân sự tạo thành phần trình diễn sau cuộc duyệt binh. Khi xe của Bộ trưởng và của người chỉ huy cuộc duyệt binh đều dừng lại trước đội hình, ông chào các đội hình đã tập hợp:
Các đồng chí tham gia cuộc duyệt binh dân sự-quân sự kỷ niệm ngày đổ bộ của tàu Granma và Ngày Lực lượng Vũ trang Cách mạng, chúng tôi xin gửi lời chào mừng!

Đoàn diễu hành đáp lại bằng tiếng hô to Venceremos và ban quân nhạc bèn chơi khúc ca Yorckscher Marsch khi phương tiện chở người chỉ huy cuộc duyệt binh và sĩ quan duyệt binh đều quay trở lại quảng trường. Sau đó là bài phát biểu quan trọng về kỳ nghỉ lễ này. Trong các cuộc duyệt binh gần đây, chủ tịch Liên đoàn Thanh niên Đại học đã phát biểu trước quốc dân từ khán đài chào.

### Phân đoạn lịch sử
Sau đó, cuộc duyệt binh bắt đầu với phân đoạn lịch sử. Khi những người thổi kèn của Ban nhạc Nhân dân Lực lượng Vũ trang phát ra một tiếng kèn, tiểu đoàn kỵ binh nghi lễ được trang bị của Quân đội Cách mạng, mặc đồng phục của kỵ binh Mambisa Cuba (Caballeria Mabisa) trong Chiến tranh giành độc lập Cuba, phi ngựa qua bục chào khi các ban nhạc hỗn hợp chơi nhạc diễu hành. Khi phi đội cưỡi ngựa đi ngang qua căn cứ chào, các sĩ quan chào và những người lính đưa dao rựa của họ ở vị trí tấn công, tôn vinh những kỵ binh từng tham gia chiến đấu trong cuộc xung đột.
Theo sau họ là đội viên tiền phong lớp 5 và lớp 6 thuộc Đội Thiếu niên Tiền phong José Martí đang hộ tống một bản sao của Granma, chiếc du thuyền nhanh đổ bộ vào năm 1956 đã châm ngòi cho sự bùng nổ của Cách mạng và sự ra đời của Lực lượng Vũ trang Cách mạng hiện nay. Trong cuộc duyệt binh năm 2017, theo sau đội du thuyền là những người tái hiện lịch sử trẻ tuổi đi thành ba hàng mặc quân phục chiến sĩ du kích thời kỳ cách mạng, mang theo vũ khí được sử dụng trong những năm đó. Tiếp theo là phân đoạn xâm lược Vịnh Con Lợn, bắt đầu với cảnh đội viên thiếu niên tiền phong cấp trung học cơ sở và trung học phổ thông đang hộ tống xe tăng hạng trung T-34 và pháo tự hành SU-100, theo sau là đội thanh niên thứ 2 mặc đồng phục và sử dụng vũ khí, kế đến là các cựu chiến binh còn sống của quân đội Cuba được triển khai trong thời kỳ đó. Sau đó là hai đội dân sự, một đội vinh danh cuộc diễu hành cuối cùng của Chiến dịch Xóa mù chữ năm 1961 tới trung tâm thành phố La Habana gồm hàng nghìn thanh niên và giáo viên tham gia, và một vở kịch thiếu nhi.